# 37 mm M1939

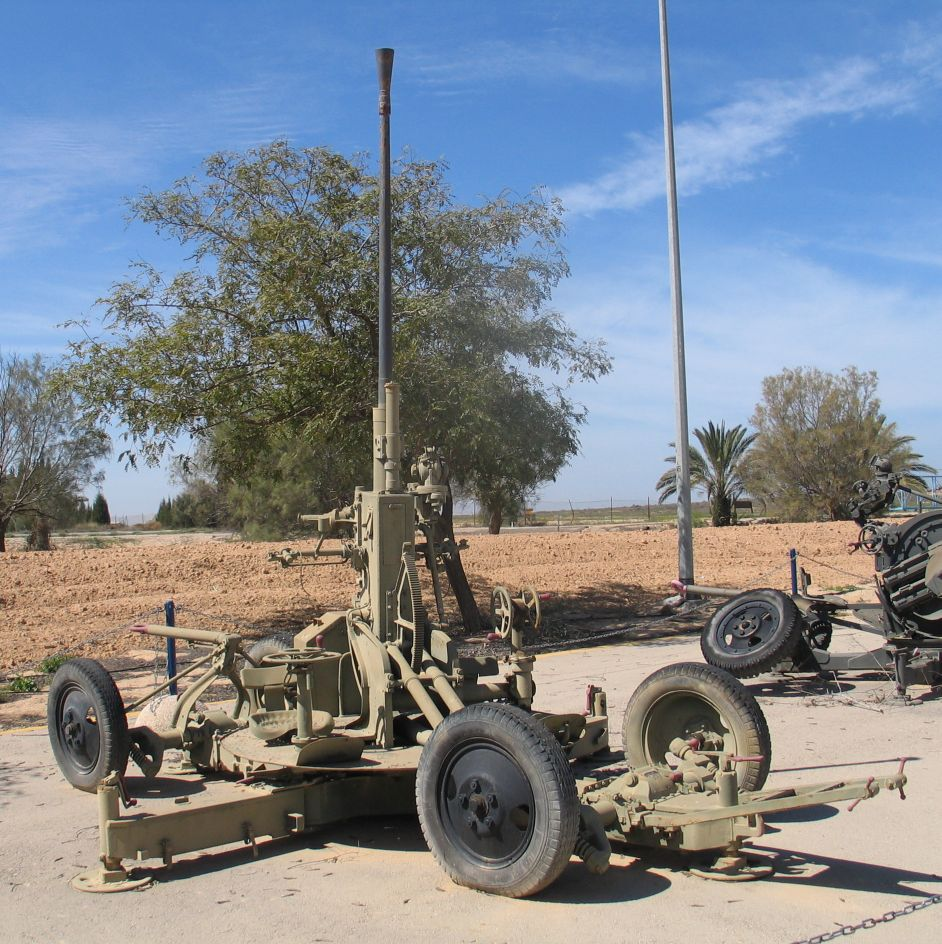
37 mm M1939 no Museu Chatzerim de Israel.

A Arma automática de defesa antiaérea 37 mm M1939 (Prefixo: 61-K) foi uma arma Soviética de calibre 37 mm desenvolvida para cumprir papel defensivo como uma arma antiaérea, a mesma passou a ser utilizada durante o final da década de 1930 e utilizada em combate durante a Segunda Guerra Mundial. A versão terrestre foi substituída no serviço ativo das forças armadas Soviéticas pelo ZSU-57-2 durante a década de 1950 sendo que a utilização dessa arma fora marcada com êxito em toda a Frente Oriental contra bombardeiros de mergulho e outros que operavam em baixa e médias altitudes além de também ter alguma utilidade contra alvos terrestres levemente blindados. A média de disparados necessários no calibre 37 mm para derrubar um avião inimigo era de até 905 disparos.em russo:  37-мм автоматическая зенитная пушка образца 1939 года (61-К)

## Desenvolvimento

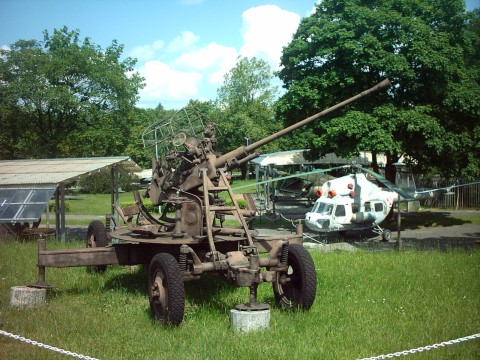
37mm M1939, em Poznan, Polónia.

A Marinha Soviética, comprou uma série de canhões da Bofors  do modelo 25 mm 1933 em 1935, os testes da armas foram bem-sucedidos e então decidiu-se desenvolver uma versão de 45 mm da arma designada como 49-K. O desenvolvimento, sob a orientação dos líderes de desenvolvimento e designer Soviético M. N. Loginov, I. A. Lyamin e L. V. Lyuliev foram bem-sucedidos, mas o exército diante do pensamento de que um calibre como o 45 mm era um calibre demasiado grande para uso em campo com uma arma automática, decidiu em janeiro de 1938 alterar o calibre para 37 mm sem alterar porem as linhas gerais do projeto. Os testes da nova versão designada como 61-K foram concluídos em outubro de 1938.

### Versão de uso terrestre
A arma foi inicialmente instalada com um único cano em um suporte de quatro rodas de modelo ZU-7, e prontamente entrou para serviço. A primeira ordem de produção fora na casa de 900 unidades. A arma era operada por uma tripulação de até oito homens. Um total de 200 projéteis eram levados para alimentarem a arma em um sistema de cartucho, onde cada cartucho tinha a capacidade de até 5 projéteis. A produção total foi de cerca de 20.000 unidades, terminando em 1945. No entanto, também esteve sendo produzida na Polônia, China e Coreia do Norte sob licença.

### Versão Naval
A versão naval foi produzida sob o prefixo 70 k, a mesma entrou ao serviço antes da invasão alemã da União Soviética, substituindo a antiga 45 mm/46 21-K em muitos navios. Ela foi montada em grande número nos navios da marinha Soviética durante o conflito. Sob o prefixo 70K foram produzidas até 1955 com um total de 3,113 unidades produzidas. 

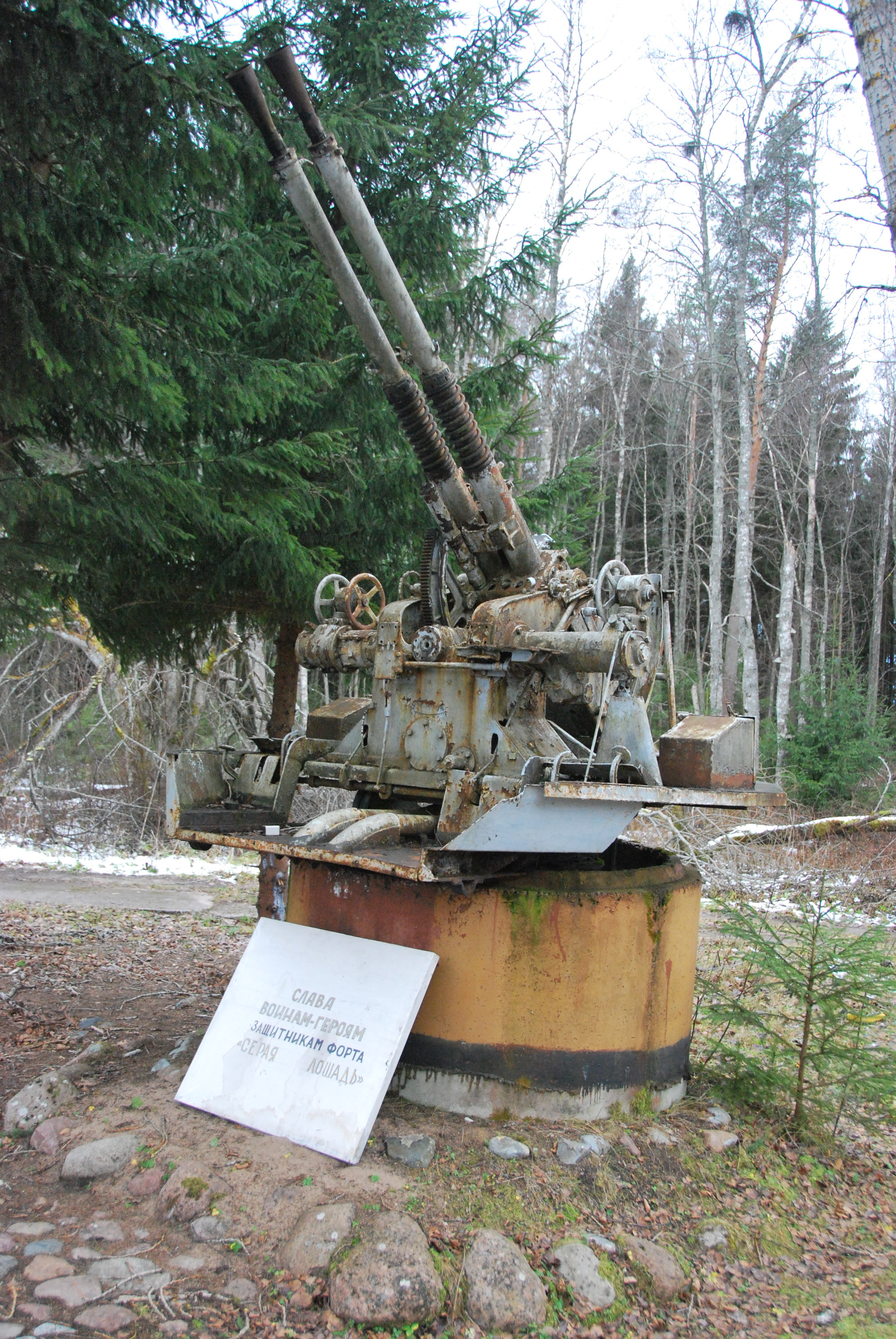
37mm M1939 da versão V-11, no memorial para os defensores do forte Seraya Loshad

Uma desvantagem da versão 70 k era que era necessário substituir o cano depois de cada 100 disparos. Para corrigir isso fora criada a versão V-11, que recebeu um sistema de duplo cano que eram mantidos por um sistema de refrigeração a água, o V-11 entrou em serviço em 1946, e esteve em produção até 1957. Um total de 1,872 unidades da versão V-11 foram construídas.
Após a adoção de armas de 100 mm para a defesa antiaérea na marinha Soviética o antigo projeto de 45 mm foi aceito em serviço, e em 1954 fora implantado nos destróier Neustrashimyy, Kildin e  adotados como arma de defesa antiaérea dos destróieres da classe Kotlin. 

### ZSU-37
O ZSU-37 foi desenvolvido no final da Segunda Guerra Mundial, era uma única arma 37 mm 1939 montada em uma torreta no chassis do veículo SU-76 como um projeto de desenvolver uma arma antiaérea mecanzada.

## Variações
- Norinco (Chinês)
  - Tipo 55 - cópia do modelo de um cano do 37 mm M1939
  - Tipo 63 - Arma de 37 mm montada em um chassi de T-34 sob um estabilizador.
  - Tipo 65 - cópia do modelo de duplo cano do 37 mm.
  - Tipo 74 - versão atualizada do Tipo 65 com uma maior taxa de fogo.
  - Tipo 74SD - Atualizado com a remoção do sistema de servo-motores para a operação do sistema Tipo 800 de designação a laser de alvos.
  - Digite 79-III - versão atualizada do Tipo 74, com direção de alvos do modelo electro-óptico, e alimentação de translação e elevação via eletricidade.
  - Tipo 76 - versão Naval do 37 mm.
  - P793 - Atualização do Tipo 76 com sistema de direção electro-óptico e melhorias nas taxas de disparo.
- Coreia Do Norte
  - A converteu para uso sob veículos